# هانا گلاس
هانا گلاس (سوئدی: Hanna Glas؛ زادهٔ ۱۶ آوریل ۱۹۹۳) بازیکن فوتبال اهل سوئد است.
وی همچنین در تیم ملی فوتبال زنان سوئد بازی کرده‌است.
وی در مسابقات کشوری و بین‌المللی در مجموع برندهٔ ۱ مدال نقره شده‌است.